# The Prayer (песня Селин Дион и Андреа Бочелли)
«The Prayer» (с англ. — «Молитва») ― песня в исполнении канадской певицы Селин Дион и итальянского тенора Андреа Бочелли. Она была написана Дэвидом Фостером, Кэрол Байер Сагер, Альберто Теста и Тони Ренисом. Песня вошла в два студийных альбома: These Are Special Times (1998) и Sogno (1999) и была выпущена в качестве промо-сингла 1 марта 1999 года. Она получила премию Золотой глобус в категории Лучшая оригинальная песня, а также была номинирована на премию Оскар в категории Лучшая оригинальная песня 1999 года и премию Грэмми в категории Лучший поп-дуэт 2000 года. Песня получила положительные отзывы музыкальных критиков и вошла в чарты Adult contemporary в Канаде и США в 1999 году. В 2008 году Дион выпустила концертную версию «The Prayer» в дуэте с Джошем Гробаном. Эта версия вошла в чарт Canadian Hot 100 под номером 37 и Billboard Hot 100 под номером 70.

## История
Первоначально песня была записана в виде двух отдельных сольных версий: Дион спела ее на английском, а Бочелли — на итальянском. Они вошли в саундтрек анимационного фильма «Волшебный меч: В поисках Камелота» мае 1998 года. Песня получила премию Золотой глобус в категории Лучшая оригинальная песня, а также была номинирована на премию Оскар в категории Лучшая оригинальная песня 1999 года и премию Грэмми в категории Лучший поп-дуэт 2000 года. Дион исполнила ее с Бочелли на обеих церемониях.
Оригинальная версия «The Prayer» не попала в чарты Billboard Hot 100 США, но заняла 6-е и 22-е места в чартах Adult contemporary в Канаде и США соответственно. Она также стала популярным выбором на Рождество, свадьбах и, в некоторых случаях, похоронах и религиозных службах.

## Критика
Пол Верна из Billboard назвал дуэт великолепным. Чак Тейлор из Billboard написал обзор на песню, назвав ее захватывающей дух, ультра-сочной и впечатляющей комбинацией Дион и Бочелли, которая вызовет у слушателей полдюжины мурашек по спине. Хотя он считал, что песня является неортодоксальным треком для радио, Тейлор назвал ее трогательной, абсолютно изысканной и одним из самых ярких выступлений Дион за всю ее историю.

## Трек-лист
US promotional CD single
1. «The Prayer» (Celine Dion and Andrea Bocelli) — 4:29
2. «The Prayer» (Celine Dion) — 2:48
3. «The Prayer» (Andrea Bocelli) — 4:10

## Чарты
| Чарт(1999—2020)                           | Высшая позиция |
| ----------------------------------------- | -------------- |
| Belgium (Ultratop Airplay Flanders)       | 162            |
| Belgium (Ultratop Airplay Wallonia)       | 34             |
| Канада (RPM Adult Contemporary)           | 6              |
| Шотландия (OCC Scotland)                  | 62             |
| Швеция (Sverigetopplistan)                | 54             |
| Quebec (ADISQ)                            | 18             |
| Великобритания (OCC UK Singles Downloads) | 67             |
| США (Billboard Adult Contemporary)        | 22             |
| US Classical Digital Songs (Billboard)    | 1              |

| Чарт(1999)                      | Позиция |
| ------------------------------- | ------- |
| Canada Adult Contemporary (RPM) | 48      |